# Astragalus aspreticola
Astragalus aspreticola är en ärtväxtart som beskrevs av Dieter Podlech. Astragalus aspreticola ingår i släktet vedlar, och familjen ärtväxter. Inga underarter finns listade i Catalogue of Life.